# Alessandro Gassmann
Alessandro Gassmann (ur. 24 lutego 1965 w Rzymie) – włoski aktor i reżyser filmowy i telewizyjny.

## Życiorys

### Wczesne lata
Ma pochodzenie włoskie, francuskie i niemieckie. Urodził się w Rzymie jako syn pary aktorskiej – wybitnego włoskiego aktora, reżysera i scenarzysty Vittorio Gassmana (1922–2000) i francuskiej aktorki Juliette Mayniel. Ma przyrodnie rodzeństwo – ze strony ojca; dwie siostry: Paolę i Vittorię Ginę (ur. 1953) i ze strony matki – brata Jacopo.

### Kariera
Zadebiutował w wieku 17 lat w filmie Od ojca do syna (Di Padre In Figlio, 1982), do którego napisał scenariusz i wyreżyserował wspólnie z ojcem. Dwa lata potem, w 1984 roku zadebiutował na scenie w sztuce teatralnej Pier Paolo Pasoliniego Affabulazione. Ukończył studia teatralne w Bottega Teatrale/Teathre Workshop we Florencji. W melodramacie komediowym Miesiąc nad jeziorem (A Month by the Lake, 1995) wystąpił z Vanessą Redgrave, Edwardem Foxem i Umą Thurman.
Rola Claudio w miniserialu wojennym Koniec wojny (La Guerra è finita, 2002) przyniosła mu nagrodę na Międzynarodowym Festiwalu Programów Audiowizualnych Festival w Biarritz we Francji. Reklamował perfumy Opium Yves’a Sainta Laurenta i uczestniczył w rozbieranej sesji zdjęciowej do kalendarza na rok 2001 dla włoskiego magazynu Max. W sensacyjnym filmie francuskim Transporter 2 (Le Transporteur II, 2005), którego producentem był Luc Besson, zagrał postać Gianni'ego. W 2006 roku pojawił się w reklamie samochodu Lancii Musa Diva. Za rolę Carla w melodramacie Cichy chaos (Caos calmo, 2008) otrzymał nagrodę David di Donatello.

### Życie prywane
Był związany z Béatrice Dalle. 7 czerwca 1998 roku poślubił Sabrinę Knaflitz. Mają syna Leo (ur. 1998).

## Wybrana filmografia

### Filmy fabularne
- 1982: Z ojca na syna (Di padre in figlio)
- 1986: La Monaca di Monza jako Giampaolo Osio
- 1987: I Soliti ignoti vent’anni dopo
- 1992: Ostinato destino jako Marcello
- 1992: When We Were Repressed (Quando eravamo repressi) jako Federico
- 1993: Złote jaja (Huevos de oro) jako kolega z Melilly
- 1994: Sì, ma vogliamo un maschio
- 1995: Miesiąc nad jeziorem (A Month by the Lake) jako Vittorio Balsari
- 1996: Stella’s Favor (Mi fai un favore) jako Rodolfo
- 1996: Uomini senza donne jako Alex
- 1997: Hamam Francesco
- 1997: Facciamo fiesta jako Sandro
- 1997: Lovest jako Johnny
- 1998: I miei più cari amici jako Rossano
- 1999: La Bomba jako Nino
- 1999: Toni jako Toni
- 2000: Coconut Heads (Teste di cocco) jako Pietro
- 2002: Bankierzy Boga (I Banchieri di Dio) jako Pazienza
- 2004: Guardiani delle nuvole jako Batino
- 2005: Transporter 2 (Le Transporteur II) jako Gianni
- 2005: La Separazione jako Antonio
- 2006: Non prendere impegni stasera
- 2008: Holy Money jako Dario
- 2009: Urodziny Davida (Il compleanno) jako Diego
- 2008: Cichy chaos (Caos calmo) jako Carlo
- 2008: Il seme della discordia jako Mario
- 2009: 4 padri single jako Jacopo Ferrara
- 2009: Ex jako Davide
- 2009: Natale a Beverly Hills jako Marcello
- 2010: Basilicata coast to coast jako Rocco Santamaria
- 2010: Il padre e lo straniero jako Diego
- 2010: La donna della mia vita jako Giorgio
- 2011: American Snow
- 2011: Baciato dalla fortuna jako zwierzchnik Gaetano
- 2011: Ex – Amici come prima! jako Massimo Marangoni
- 2011: Razzabastarda jako Roman
- 2012: Viva l'Italia jako Valerio Spagnolo
- 2014: Tutta colpa di Freud jako Alessandro
- 2014: I nostri ragazzi jako Massimo
- 2015: Il nome del figlio jako Paolo Pontecorvo
- 2015: Jak Bóg da (Se Dio vuole) jako don Pietro Pellegrini
- 2015: Gli ultimi saranno ultimi jako Stefano
- 2015: Torn-strappati (także reżyseria)

### Filmy TV
- 1987: Casa Ricordi jako Gaetano Donizetti
- 1987: Il Giudice istruttore
- 1988: L’Altro enigma
- 1989: Comprarsi la vita jako Fabrizio
- 1991: Michelangelo: The Last Giant (A Season of Giants) jako Francesco Granacci
- 1992: Królewna Śnieżka (Schneewittchen und das Geheimnis der Zwerge) jako Andreas – błazen / książę
- 1992: Ulisse e la balena bianca jako Ismael
- 1993: Due volte vent’anni
- 1996: Samson i Dalila (Samson and Delilah) jako Amrok
- 1997: Zyskowny interes (Nuda proprietà vendesi) jako Riccardo Martelli
- 2001: Krzyżowcy (Crociati) jako Peter
- 2001: Św. Bernadeta z Lourdes (Lourdes) jako Bernard/Henri Guillaumet
- 2001: Tides of Change (Piccolo mondo antico) jako Franco Maironi
- 2006: Święta rodzina (La Sacra famiglia) jako Józef
- 2008: Pinokio – opowieść o chłopcu z drewna (Pinocchio) jako Carlo Collodi

### Seriale TV
- 1987: Dziecko zwane Jezus (Un Bambino di nome Gesù) jako Jezus Chrystus
- 1987: Il Commissario Corso
- 1993: La Famiglia Ricordi jako Gaetano Donizetti
- 1997: Nessuno escluso jako Nicola Fiorillo
- 2002: La Guerra è finita jako Claudio
- 2004: Czas miłości (Le Stagioni del cuore) jako Sergio Valenti
- 2005: Dalida jako Luigi Tenco
- 2006: Codice rosso jako Pietro Vega